# نوريو مايدا
نوريو مايدا (باليابانية: 前田憲男؛ بالكانا: まえだ のりお) هو عازف بيانو وملحن ياباني، ولد في 6 ديسمبر 1934 في أوساكا في اليابان، وتوفي في 25 نوفمبر 2018.

## وصلات خارجية
- الموقع الرسمي
- نوريو مايدا على موقع IMDb (الإنجليزية)
- نوريو مايدا على موقع ميوزك برينز (الإنجليزية)
- نوريو مايدا على موقع أول موفي (الإنجليزية)
- نوريو مايدا على موقع أول ميوزيك (الإنجليزية)
- نوريو مايدا على موقع ديسكوغز (الإنجليزية)
- نوريو مايدا على موقع قاعدة بيانات الفيلم (الإنجليزية)
- نوريو مايدا على موقع ANN person (الإنجليزية)